# Milhac
Milhac település Franciaországban, Lot megyében. Lakosainak száma 199 fő (2022. január 1.). Milhac Veyrignac, Anglars-Nozac, Fajoles, Payrignac, Saint-Cirq-Madelon, Groléjac és Sainte-Mondane községekkel határos.

## Népesség
A település népességének változása:
| Lakosok száma | 139  | 160  | 183  | 195  | 195  | 188  | 183  | 182  | 187  | 199  |
|               | 1968 | 1982 | 1990 | 2006 | 2013 | 2015 | 2017 | 2019 | 2020 | 2022 |